# Bundesautobahn 46
Pour les articles homonymes, voir A46.
La Bundesautobahn 46 (ou BAB 46, A46 ou Autobahn 46) est une autoroute allemande longue de 133 kilomètres.